# 屏4線
屏4線 中大埔－青埔尾，是位於台灣屏東縣的一條鄉道，屬於屏東縣鄉道系統。起點高樹鄉大埔村，終點高樹鄉建興村，全長2.683公里，路線線型為東西向。曾有三條支線。

## 路線說明
全線均位於屏東縣高樹鄉內
- 0k 舊大埔[a]（起點）→0.6k 龍眼腳→1.2k 下高樹（ 台27線岔路）→1.6k  屏11線岔路→ 2k 溪埔→2.683k 青埔尾（終點，接 屏2線）

## 歷史沿革

### 屏4線
| 屏4線歷史沿革 | 屏4線歷史沿革                           | 屏4線歷史沿革                                                                |
| 年代          | 本編號沿革                              | 本路線沿革                                                                   |
| ------------- | --------------------------------------- | ---------------------------------------------------------------------------- |
| 1961年        | 當時為東振新－大路關寮線，長4.766公里。 | 今起點~1.9k路段為當時 屏2線的一部分；今2.25k~終點路段為當時屏4-2線的一部分。 |
| 1977年        | 當時為東振－阿烏線，長7.120公里。       | 今全線為當時 屏2線的一部分。                                                 |
| 期間          | 待查                                    | 待查                                                                         |
| 2010年        | 為中大埔－青埔尾線，長2.674公里。       | 為中大埔－青埔尾線，長2.674公里。                                            |
| 2016年迄今    | 為中大埔－青埔尾線，長2.683公里。       | 為中大埔－青埔尾線，長2.683公里。                                            |

### 屏4-1線、屏4-2線
1961年記載曾有兩條支線，屏4-1線 東興－福田、屏4-2線 建興村內。1977年據臺灣省政府公告，上述支線已不存在。

### 屏4-3線
1967年，臺灣省政府公告新編屏4-3線 大路關寮－阿烏，全長3.500公里。1977年據臺灣省政府公告，上述支線已不存在，可能納入屏4線延伸線，路線大致相符。

## 外部連結
- Google Inc.  (地图). Google Inc. 2018-03-08  [2018-03-08].